# Божанович, Милош
Ми́лош Божа́нович (серб. Милош Божановић; 10 марта 1863 — 14 января 1922, Белград) — сербский военный деятель, генерал.

## Биография
Родился в 1863 году в Славонии. Военное образование получил в Белграде, окончив военную академию.
Участвовал в сербско-болгарской войне, отличился при осаде Видина.
В Первой Балканской войне командовал 1-й Дунайской пехотной дивизией, с которой особо отличился в Кумановском сражении.
После войны был военным министром Сербии в кабинете Николы Пашича.
С началом Первой мировой войны генерал Божанович назначен командующим Ужицкой армией. Командовал армией в Церской битве, в которой сербские войска одержали победу и вынудили австро-венгерские войска к отступлению. Однако вскоре был смещен с должности и назначен начальником Пиротсткого укреплённого района на границе с Болгарией. 1 ноября 1914 года вышел в отставку по собственному желанию.
Умер в 1922 году в Белграде.